# Grand Theft Hamlet
Pour plus de détails, voir Fiche technique et Distribution.
Grand Theft Hamlet est un film documentaire britannique de 2024 réalisé par Sam Crane et Pinny Grylls, sorti en France le 21 février 2025 sur la plateforme MUBI. Le film porte sur la mise en scène d'une production d'Hamlet dans le jeu vidéo Grand Theft Auto Online pendant l'un des confinements liés à la pandémie de COVID-19 au Royaume-Uni en 2021.

## Synopsis
Le documentaire suit Sam Crane et Mark Oosterveen alors qu'ils tentent de distribuer et de produire une production virtuelle de la pièce Hamlet de William Shakespeare dans le jeu vidéo Grand Theft Auto Online. Le récit prend place pendant un confinement lié à la pandémie de COVID-19 au Royaume-Uni. Le film est entièrement tourné dans le jeu vidéo en tant que production Machinima et les sujets sont tous représentés par leurs avatars dans le jeu.

## Sortie
Le film a été présenté en avant-première au Festival du film SXSW 2024, où il a remporté le prix du jury du meilleur long métrage documentaire. Le film sort en salle au Royaume-Uni le 6 décembre 2024, distribué par Tull Stories. MUBI le distribue en France en exclusivité le 21 février 2025.

## Fiche technique
- Réalisation : Sam Crane, Pinny Grylls
- Scénario : Sam Crane, Pinny Grylls
- Production : Sam Bisbee, Sam Crane, Harlene Freezer, Eric Kuhn, Beth Levison, Josh Peters, Robina Riccitiello, Julia Ton, Rebecca Wolff
- Distribution : MUBI
- Genre : Documentaire, Comédie
- Durée : 89 minutes
- Dates de sortie : 
  - Royaume-Uni : 6 décembre 2024
  - France : 21 février 2025

## Distribution
- Same Crane : Hamlet
- Mark Oosterveen : Polonius
- Pinny Grills : Réalisateur
- Jen Cohn : Horatio
- Tilly Steele : Ophelia
- Lizzie Wofford : Gertrude
- Sam Forster : Rozencrantz
- Jeremiah O'Connor : Ghost
- Dipo Ola : Laertes
- Gareth Turckington : Claudius

## Réception
| Prix / Festival du film                     | Date de la cérémonie | Catégorie                                                | Lauréat                   |
| ------------------------------------------- | -------------------- | -------------------------------------------------------- | ------------------------- |
| Festival du film SXSW                       | 13 mars 2024         | Prix du Jury pour le meilleur long métrage documentaire  | Grand Theft Hamlet        |
| 57e Festival du Film de Sitges              | 12 octobre 2024      | Meilleur film de la Documenta de Sitges                  | Grand Theft Hamlet        |
| Festival international du film de Vancouver | 17 octobre 2024      | Prix du public                                           | Grand Theft Hamlet        |
| Prix du cinéma indépendant britannique      | 8 décembre 2024      | Meilleur premier réalisateur (long métrage documentaire) | Sam Crane et Pinny Grylls |
| Prix du cinéma indépendant britannique      | 8 décembre 2024      | Prix Raindance Maverick                                  | Grand Theft Hamlet        |